# Dagmar Sierck
Dagmar Sierck (* 14. März 1958 in Bad Bodenteich; † 17. Juli 2015) war eine deutsche Schwimmerin.
Die Spezialistin für das Brustschwimmen begann ihre Karriere beim VfL Wittingen, wechselte 1972 allerdings für eine Saison zum SV Nikar Heidelberg, um dort unter der früheren Spitzenschwimmerin Ursel Brunner zu trainieren. In den Nikar-Farben wurde die 14-Jährige in München als bis dahin jüngste Aktive in 1:18,18 Minuten deutsche Meisterin über 100 Meter Brust und qualifizierte sich damit für die Olympischen Spiele 1972 an gleicher Stelle, wo sie im Vorlauf in 1:18,80 Minuten ausschied. Sierck ging danach in ihre Heimat zurück und blieb dem Schwimmsport verbunden, kam allerdings beim SC Bodenteich, angesichts unzureichender Möglichkeiten vor Ort, nur noch zu nationalen Erfolgen im Juniorenbereich und später als Dagmar Hilbig von 1986 an, dann auch bei Rennen der Masters (ab 25 Jahre), wo sie sogar mehrere Altersklassen-Weltrekorde schwamm. Dagmar Sierck verstarb nach schwerer Krankheit im Alter von 57 Jahren.